# Greenwich Village
Il Greenwich Village è un quartiere, prevalentemente residenziale, situato nella zona occidentale di Lower Manhattan a New York City. Il nome è spesso semplicemente abbreviato in Village. Fanno parte del Greenwich Village i quartieri di West Village e Meatpacking District (nell'angolo nord-ovest). Nel distretto hanno sede l'Università di New York (NYU) e The New School.

## Ubicazione
Il quartiere, noto nell'Ottocento come "zona di Washington Square", è approssimativamente delimitato dalla 14ª Strada (14th Street) a nord, da Houston Street a sud, dal fiume Hudson a ovest e dalla Broadway ad est.
I quartieri confinanti sono: a nord Chelsea, a sud SoHo e ad est l'East Village.
Talvolta si parla dell'East Village come parte integrante del Greenwich Village, ma per gli abitanti di Manhattan è più opportuno considerarli due quartieri separati.

## Schema viario
Lo schema viario del Greenwich Village non coincide con il tipico reticolato di Manhattan poiché un tempo il quartiere era un villaggio colonico separato dal resto della città. Un piano di riassetto urbanistico di New York sviluppato nel XIX secolo, consentì di lasciare inalterato il tracciato delle vie che rimasero disordinate rispetto alle altre zone (più strette, particolari curvature, ecc.). Per di più le vie sono identificate con un nome, contrariamente alla diffusa abitudine cittadina di assegnare ad esse un numero che le contraddistingua.

## Storia
I primi insediamenti vennero stabiliti in un terreno paludoso. Dopo la bonifica dei coloni olandesi che intorno al 1630 adibirono a pascolo la zona (nota come Noortwyck), vi fu l'occupazione di Nuova Amsterdam da parte degl'inglesi (1664) e il Greenwich Village iniziò il proprio sviluppo. Rimase però un villaggio rurale autonomo, senza essere fagocitato dalla vertiginosa crescita di Manhattan.
Un aumento della popolazione vi fu nel 1882, quando un'epidemia di febbre gialla spinse molti cittadini di New York a trasferirsi al Village che godeva di un'aria più salutare.

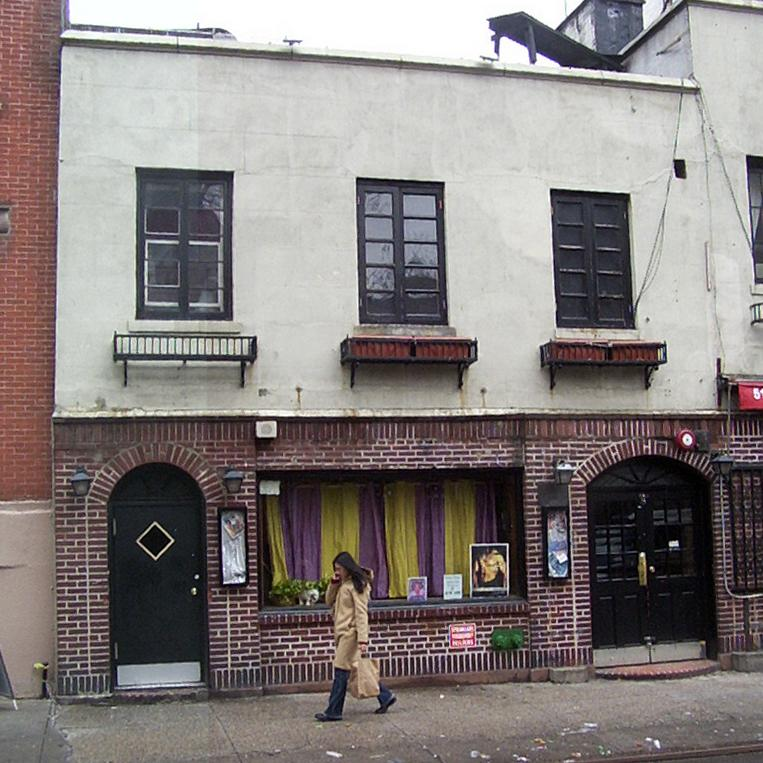
Lo Stonewall Inn, il locale in cui il 28 giugno 1969 ebbe inizio il movimento di liberazione omosessuale

Il Village è noto per la scena bohèmienne e la cultura alternativa di cui è stato teatro e che ha diffuso. Per tradizione è fucina di nuovi movimenti ed idee, a partire dalle avanguardie di inizio Novecento, grazie anche al tipo di persone che lo popola e frequenta, e stabilimenti come Eve's Hangout di Eva Kotchever.
Negli anni cinquanta la Beat Generation e il suo movimento avevano il proprio fulcro in questo quartiere dove si radunarono poeti, cantautori, scrittori, studenti, musicisti e artisti in fuga dalla società conformista. Essi gettarono le basi per il futuro movimento hippy degli anni sessanta. New York e il Village ispirarono le opere degli scrittori beat Jack Kerouac, Allen Ginsberg e William Burroughs. Nel 1969 in un locale gay del Village, lo Stonewall Inn, ebbe simbolicamente inizio il movimento di liberazione omosessuale. Le più antiche librerie gay del mondo hanno sede proprio in questa zona, nella quale si trova anche quella Christopher Street, che fu al centro dei moti di Stonewall del 28 giugno 1969.
Woody Allen, Andy Warhol, Bill Cosby, Joan Baez, Dave Van Ronk (The Mayor of MacDougal Street), Paul Simon, Art Garfunkel, Joni Mitchell, Peter La Farge, Richie Havens, Mark Spoelstra, Fred Neil, Phil Ochs, Jimi Hendrix, Frank Zappa, Barbra Streisand, Jessica Lange, Nina Simone, Lou Reed, Dustin Hoffman e Al Pacino sono solo alcune delle celebrità che hanno mosso i primi passi al Village tra gli anni cinquanta e settanta.
Qui si conobbero tre dei quattro membri dei Mamas and Papas, uno dei più famosi residenti del quartiere fu il cantautore Bob Dylan e si ritiene che la scena folk degli anni sessanta abbia avuto un grande sviluppo qui, per poi influenzarsi reciprocamente con il folk rock di San Francisco.
Nel 1970 Jimi Hendrix fondò quelli che oggi sono i più antichi studi di registrazione di New York, gli Electric Lady Studios.

## Cultura
Il Village è la culla di una vivace scena artistica, tuttora in fermento, e luogo in cui si concentrano diversi teatri off-Broadway. Comici e jazzisti si alternano nei locali alla moda del quartiere.
Il Parco di Washington Square (Washington Square Park) è il cuore pulsante del quartiere, sebbene ve ne siano altri minori. Quello noto come The Cage è importante per essere teatro di importanti tornei cittadini di streetball e per i suoi numerosi campi di pallacanestro e pallamano.
Nel Village ogni anno si tiene la tradizionale parata di Halloween, il 31 ottobre, la più imponente in tutto il paese.
Il settimanale The Village Voice è uno dei tanti periodici pubblicati nel quartiere.

## Trasporti
Il quartiere è servito dalla metropolitana di New York attraverso le stazioni di 14th Street/Sixth Avenue (linee IRT Broadway-Seventh Avenue, BMT Canarsie e IND Sixth Avenue, treni delle linee 1, 2, 3, F, L e M), 14th Street-Eighth Avenue (linee IND Eighth Avenue e BMT Canarsie, treni delle linee A, C, E e L), West Fourth Street-Washington Square (linee IND Eighth Avenue e IND Sixth Avenue, treni delle linee A, B, C, D, E, F e M) e Christopher Street-Sheridan Square (linea IRT Broadway-Seventh Avenue, treni delle linee 1 e 2).

## Nella cultura di massa
Il famoso film di Alfred Hitchcock La finestra sul cortile è ambientato in un condominio del Greenwich Village, ricostruito presso gli studi californiani della Paramount.
Altro grande film ambientato in questo quartiere è La strada scarlatta, noir di Fritz Lang del 1945.
La popolare sitcom Friends è ambientata nel West Village, sebbene sia stata prodotta in California, negli studi losangelini di Hollywood. La ripresa in esterno dell'edificio dove si trovano due degli appartamenti dei protagonisti è effettivamente situata tra Grove Street e Bedford Street nel West Village.
L'appartamento (nelle riprese esterne) di Carrie Bradshaw, protagonista della serie televisiva Sex and the City, si trova nel Greenwich Village al civico 66 di Perry Street.
Nel film Men in Black II viene consigliato agli alieni di farsi vedere di giorno solo al Greenwich Village.
Nel film A proposito di Davis, che è ispirato alla vita del cantante folk Dave Van Ronk, il Greenwich Village è l'ambientazione e in alcune scene i protagonisti si trovano a Washington Square. Il quartiere è conosciuto per i suoi ambienti e locali folk e il cantante da cui prende ispirazione il film era soprannominato "Il sindaco di MacDougal Street", una strada del quartiere.
Dottor Strange, personaggio dei fumetti Marvel, abita al 177A di Bleecker Street, sede del suo Sancta Sanctorum, nel Village.
La casa di Martin Mystère, personaggio dei fumetti della Bonelli, è collocata al n°3 di Washington Mews, a pochi passi dal Washington Park.
Viene citato anche nel film The Family Man del 2000.